# Castle Yankee

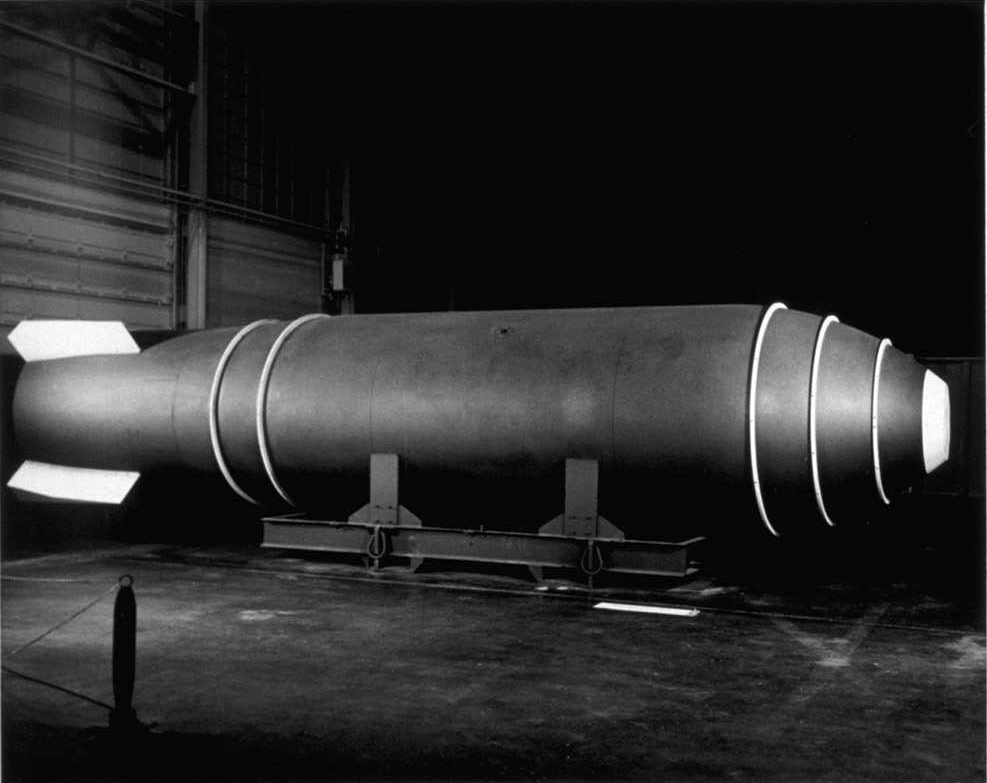
Fotografia da bomba.

Castle Yankee foi uma bomba termonuclear detonada durante a Operação Castelo, conduzido pelos Estados Unidos da América, tinha combustível criogenico, o mesmo usado no teste Ivy Mike. Ele foi detonado em 5 de maio de 1954 e uma barcaça ancorada na cratera do Castle Union, embora fosse previsto uma faixa de 6 a 10 megatons, ele explodiu com 13,5 megatons.

## Aparição no LOST
No seriado americano de tv LOST [de 2004 a 2010] ocorre a aparição de uma bomba-H, essa bomba seria a Castle Yankee, que foi abandonada na torre onde deveria explodir.